# Поток (фильм, 1989)
«Пото́к» (англ. Slipstream  — «спутная струя») — постапокалиптический научно-фантастический кинофильм. Режиссёром стал Стивен Лисбергер, снявший до этого наиболее известный свой фильм — «Трон». Исполнительным продюсером картины выступил Гэри Куртц, работавший ранее с Джорджем Лукасом, в том числе в качестве одного из продюсеров двух первых фильмов цикла «Звёздные войны».

## Сюжет
В результате экологической катастрофы на Земле образовался глобальный устойчивый воздушный поток, создав условия для нового обитаемого мира. От правосудия скрывается андроид по имени Байрон, сделавший эвтаназию своему хозяину, аристократу и философу. В наследство от хозяина ему достались высокая образованность и философское отношение к жизни.
За ним охотятся двое полицейских — Билл Таскер и Белитски. Поймав андроида, они перевозят его на аэродром, где сталкиваются с молодым контрабандистом оружия и любителем приключений Мэттом Оуэнсем. Тот похищает у них Байрона, и спасается с ним на своем самолёте от погони полицейских.
Мэтт сам планирует получить за андроида награду, назначенную судом, но постепенно проникает в сложный интеллектуально-духовный мир своего пленника. Вместе они проходят через ряд испытаний, встречают самые разные поселения со своими традициями и своими взглядами на жизнь. В итоге контрабандист решает помочь андроиду найти мифическую страну, где роботы обретают покой и жизненную гармонию.

## В ролях
- Боб Пек — Байрон
- Билл Пэкстон — Мэтт Оуэнс
- Китти Олдридж — Белитски
- Марк Хэмилл — Билл Таскер
- Элианор Дэвид — Ариэль
- Робби Колтрейн — Монтклэр
- Бен Кингсли — Аватар
- Ф. Мюррей Абрахам — Корнелий